# Rafał Kobylarz

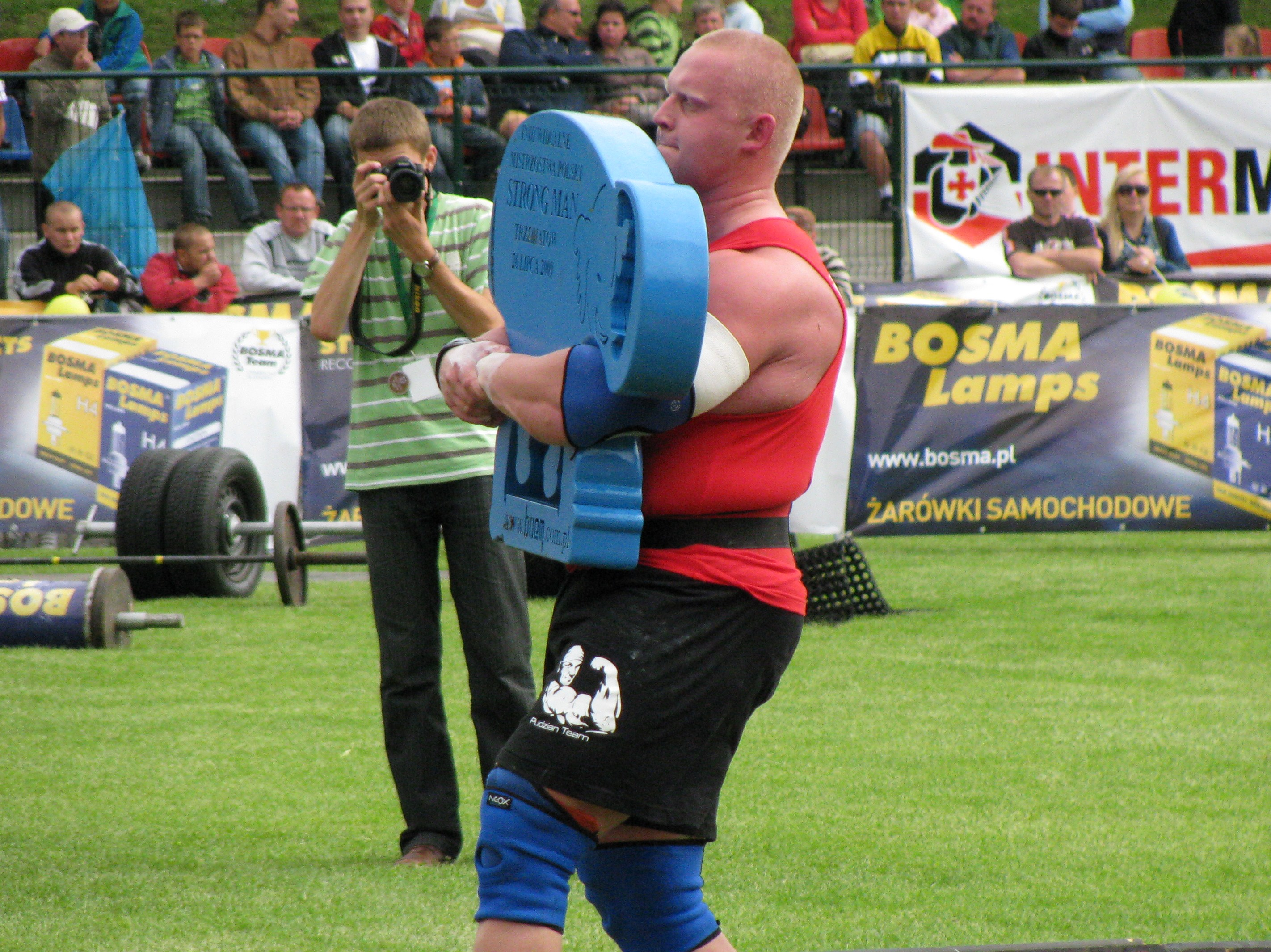
Rafał Kobylarz podczas zawodów siłaczy (2009)

Rafał Kobylarz, ps. Kobi (ur. 11 listopada 1988) – polski strongman. Jeden z najlepszych polskich siłaczy. Mistrz Polski Strongman 2010.

## Życiorys
Rafał Kobylarz trenuje sporty siłowe od 2004. Uczestniczył w Pucharze Polski Strongman 2008, w trakcie których podczas pierwszych zawodów, rozgrywanych w Bartoszycach, doznał kontuzji.
Wymiary:
- wzrost 197 cm
- waga 156 kg
- biceps 55 cm
- klatka piersiowa 140 cm

Rekordy życiowe:
- przysiad 353 kg
- wyciskanie 220 kg
- martwy ciąg 423 kg

## Osiągnięcia strongman (wybór)
- 2008
  - 8. miejsce – Mistrzostwa Polski Strongman 2008, Częstochowa
- 2009
  - 3. miejsce – Piąty Pojedynek Gigantów, Łódź
  - 5. miejsce – Mistrzostwa Europy Strongman 2009, Bartoszyce
  - 4. miejsce – Mistrzostwa Polski Strongman 2009, Trzebiatów
  - 3. miejsce – Mistrzostwa Polski Strongman w Parach 2009 (z Mateuszem Baronem), Krotoszyn
- 2010
  - 4. miejsce – Mistrzostwa Śląska Strongman 2010, Bytom[6]
  - 1. miejsce – Mistrzostwa Polski Strongman 2010, Zabrze
- 2012
  - 1. miejsce – I Indywidualne Mistrzostwa Polski w Przeciąganiu Liny 2012, Szczyrk
- 2017
  - 2. miejsce – Ogólnopolskie Zawody Strongman Służb Mundurowych, Rumia[7]
- 2018
  - 2. miejsce – Ogólnopolskie Zawody Strongman Służb Mundurowych, Rumia[8]
  - 2. miejsce – Mistrzostwa Polski Strongman 2018, Gdańsk[9]
- 2019
  - 3. miejsce – Mistrzostwa Polski Strongman 2019, Inowrocław[10]
  - 1. miejsce – Puchar Siłaczy o Miecz Matúša Cáka, Trenczyn[11]
- 2021
  - 5. miejsce – Puchar Polski Strongman, Nadarzyn[12]
- 2022
  - 6. miejsce – Strongman Cup, Bojano[13]
  - 4. miejsce – Puchar Polski Strongman, Rumia[14]